# Ivan Iberski
Ivan Iberski (gruz. იოანე ; ? - oko 1002.), gruzijski svećenik i svetac Katoličke i Pravoslavne Crkve. 

## Životopis
Prije zaređenja u Bitiniji je bio gruzijski plemić i vojni zapovjednik. Kasnije je putovao u Carigrad da bi od bizantskog cara izbavio sina Eutimija koji je bio držan kao talac. Poslije se i Eutimije zaredio. Njih dvojica su okupili sljedbenike i na Svetoj Gori osnovali manastir.

## Vanjske poveznice
- Saint John the Georgian
- St. John the Iberian